# Stade Ludwik-Sobolewski
Pour les articles homonymes, voir Sobolewski.
Le stade Ludwik Sobolewski (le Stade de Widzew Łódź) est un stade de football situé à Łódź, (dans le quartier de Widzew) en Pologne. Il est utilisé par le club de football de Widzew Łódź. 

## Démolition et construction d'un nouveau stade
Jusqu'en 2015, l'ancien stade (construit dans les années 1930, puis modernisé à plusieurs reprises) a fonctionné au même endroit. Après la reconstruction dans les années 1970, c'était une installation typique de football, avec des tribunes situées assez près du terrain (auparavant, le terrain était entouré d'une piste d'athlétisme). Ce stade a ete démoli au printemps de 2015 (le dernier match a eu lieu le 22 novembre 2014). 
Le 30 octobre 2014, la visualisation du nouveau stade a été présentée. En mai 2015, alors que les derniers travaux de démolition étaient toujours en cours, la construction de nouveau stade a commencé.  En janvier 2016, le montage du toit au-dessus des tribunes a commencé, en mai 2016, la préparation du site pour le terrain de football. En juillet 2016, l'assemblage de premières de plus de 18 000 chaises a commencé.
Le 3 février 2017, le soi-disant protocole final a été achevé et le nouveau stade a été officiellement remis à la ville de Łódź. 
Le coût total de la construction du stade, y compris la reconstruction de plusieurs rues adjacentes et des travaux supplémentaires, s'est élevé à 153 millions PLN (environ 36 millions EUR).
Le nouveau stade a été officiellement ouvert le 18 mars 2017. Le stade a une capacité de 18 018 places (900 dans le secteur de supporteurs visiteurs). Les tribunes sont entièrement recouvertes d'un toit. Une partie du bâtiment était recouverte d'une façade imitant la brique, faisant référence aux traditions architecturales de la ville de Łódź.
Le terrain de football aux dimensions de 105 m sur 68 m est en gazon naturel. La surface de l'ensemble du terrain a des dimensions de 139,60 m sur 83,30 m (la taille du gazon est due aux besoins de jouer des matchs de rugby). 
Le stade remplit formellement aux exigences de la catégorie 3 de l'UEFA. 
Depuis l’ouverture de nouveau stade en 2017, les supporteurs de Widzew achètent le plus grand nombre de cartes d’abonnement en Pologne (en 2022 tous les 15903 cartes d’abonnement disponibles ont été vendues, la même situation a eu lieu à l'été 2023 avec 16010 cartes vendues). 
Le stade est souvent appelé "le cœur de la ville de Łódź".

## Galerie

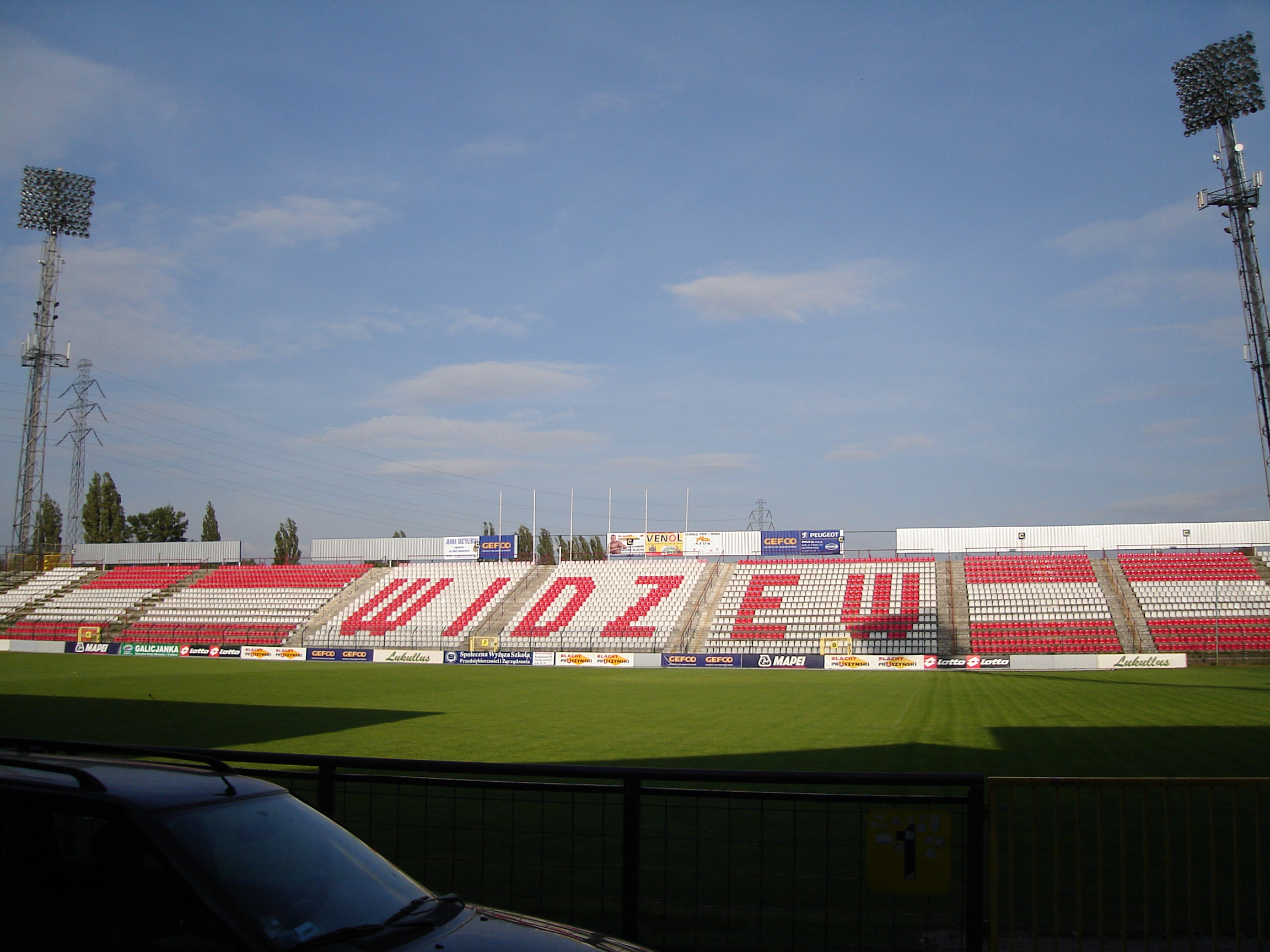
L'ancien stade de Widzew Łódź (avant 2015).
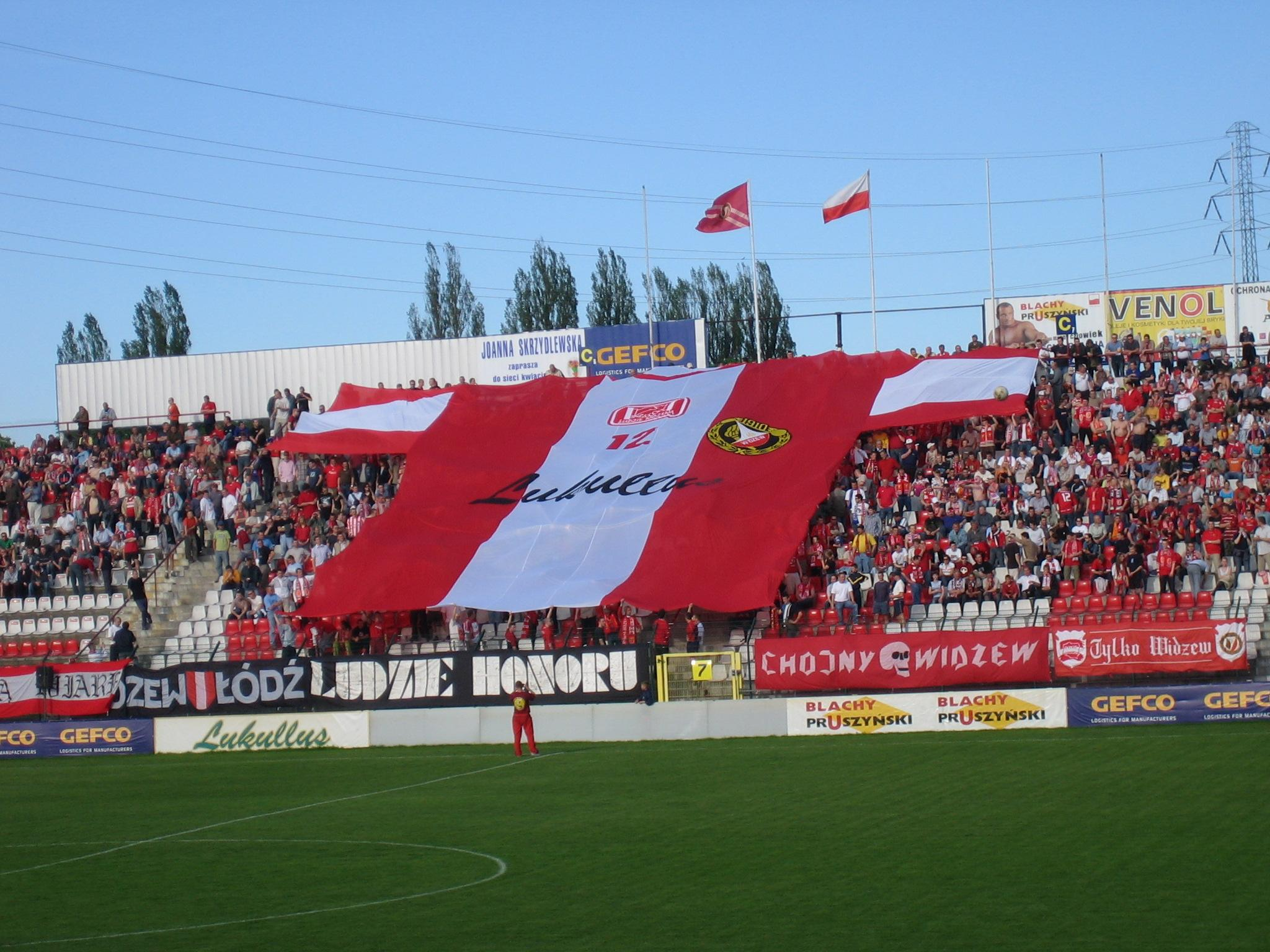
L'ancien stade de Widzew Łódź (avant 2015)
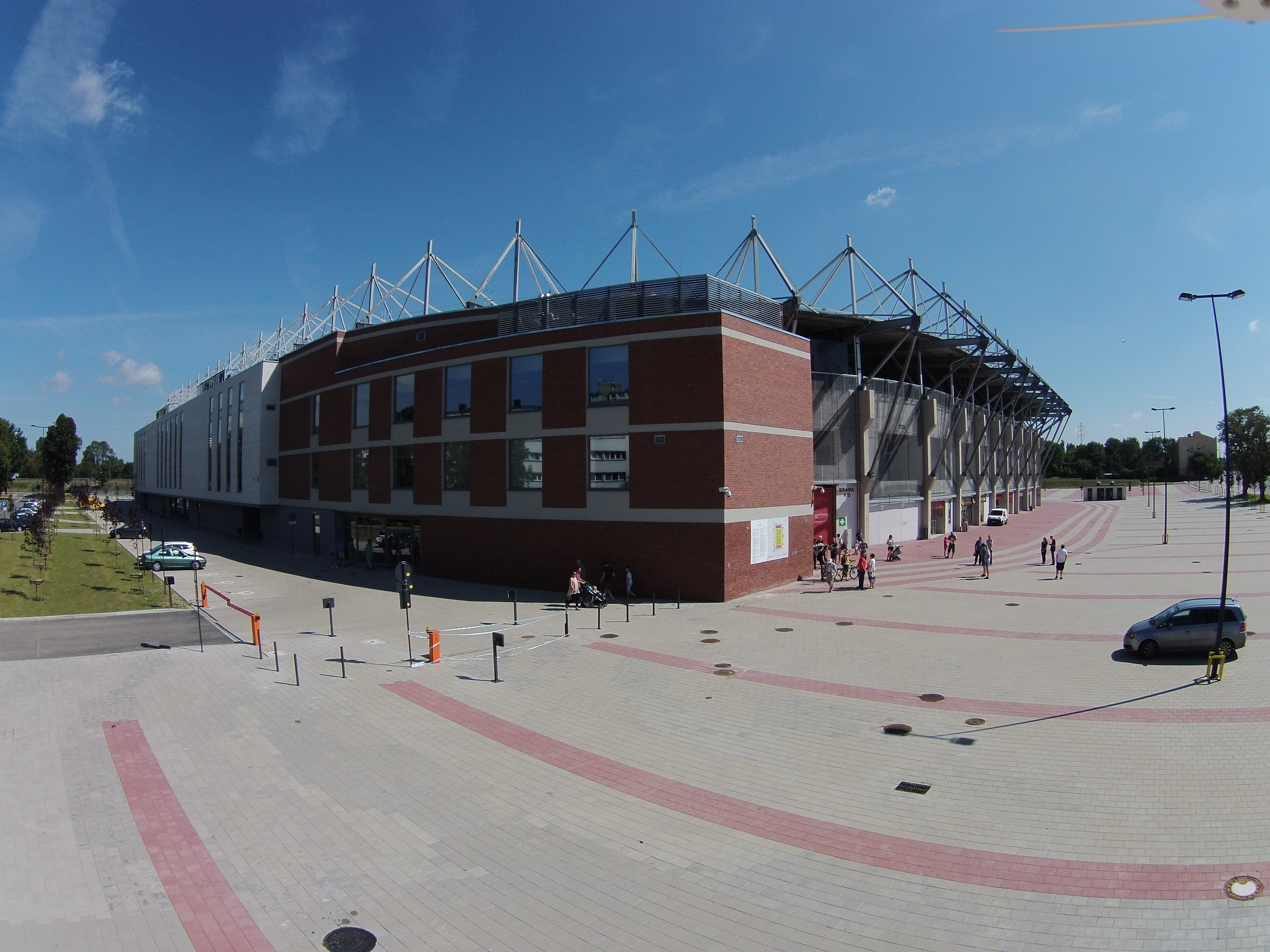
Le stade de Widzew Łódź
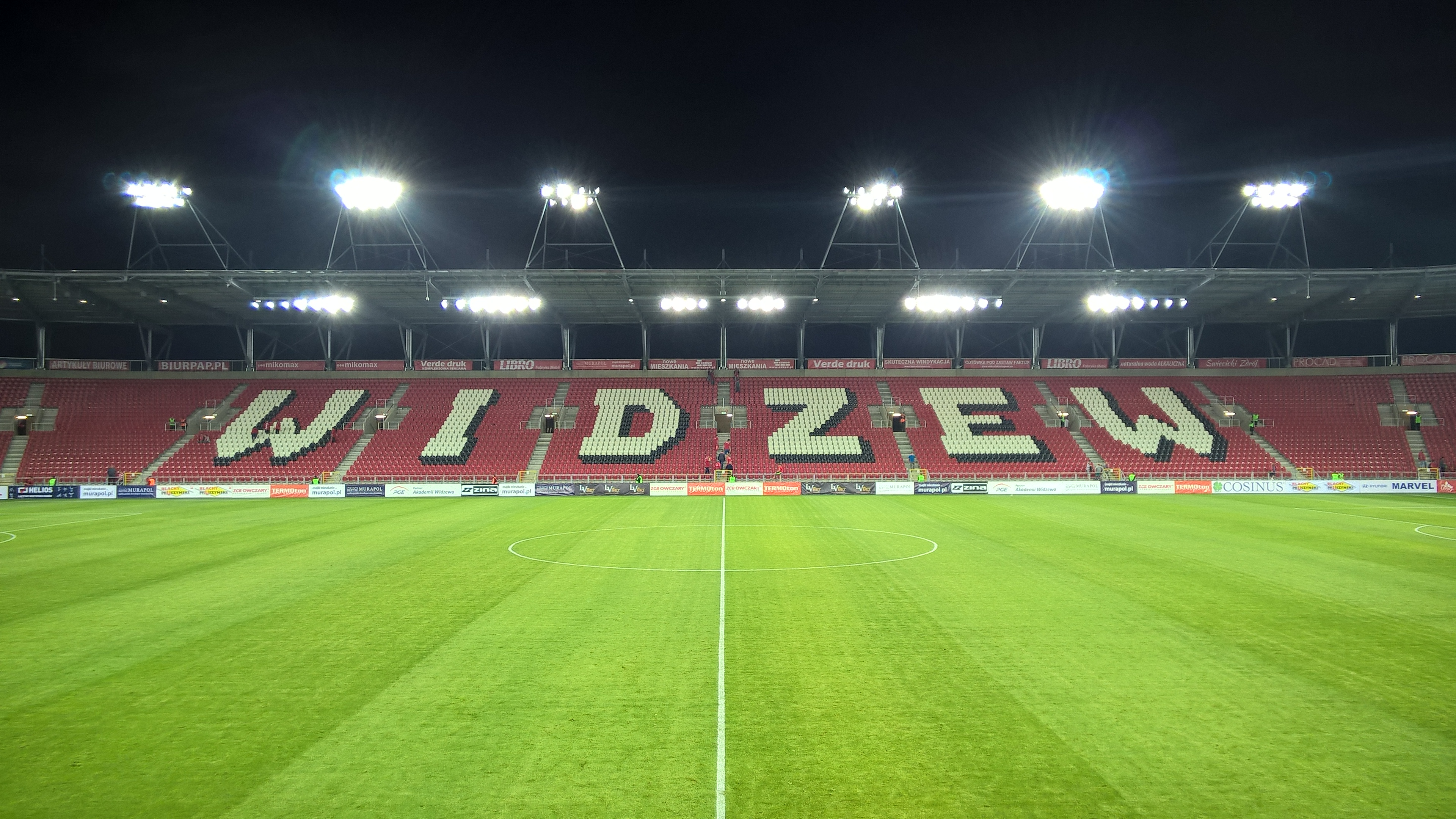
Le stade de Widzew Łódź. Tribune C.
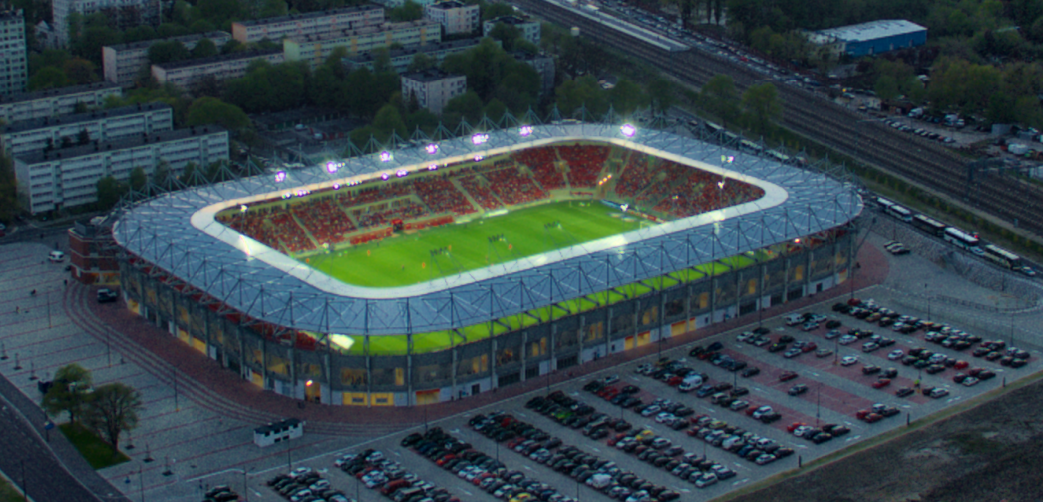
Le stade de Widzew Łódź
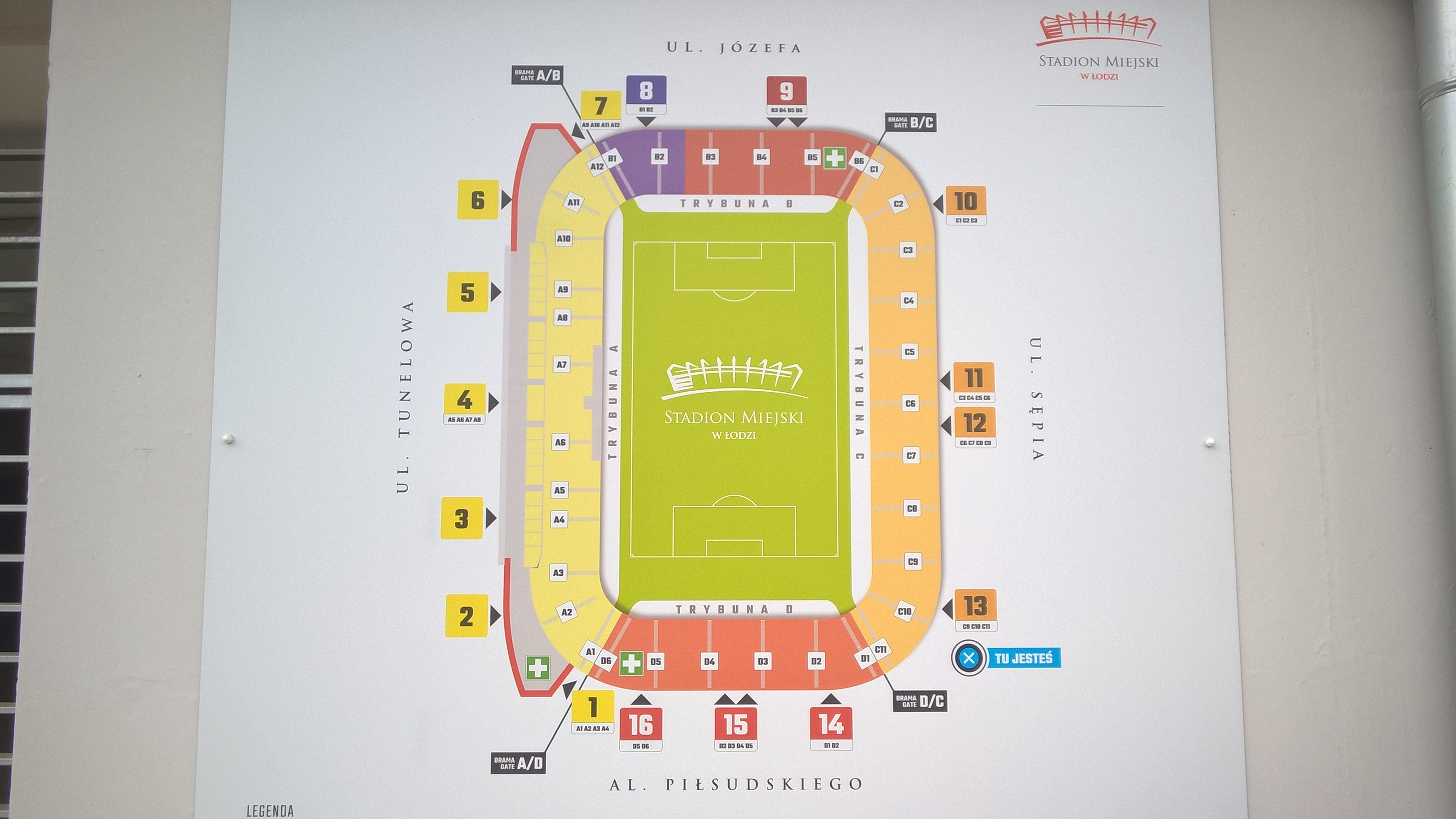
Le plan du stade de Widzew Łódź
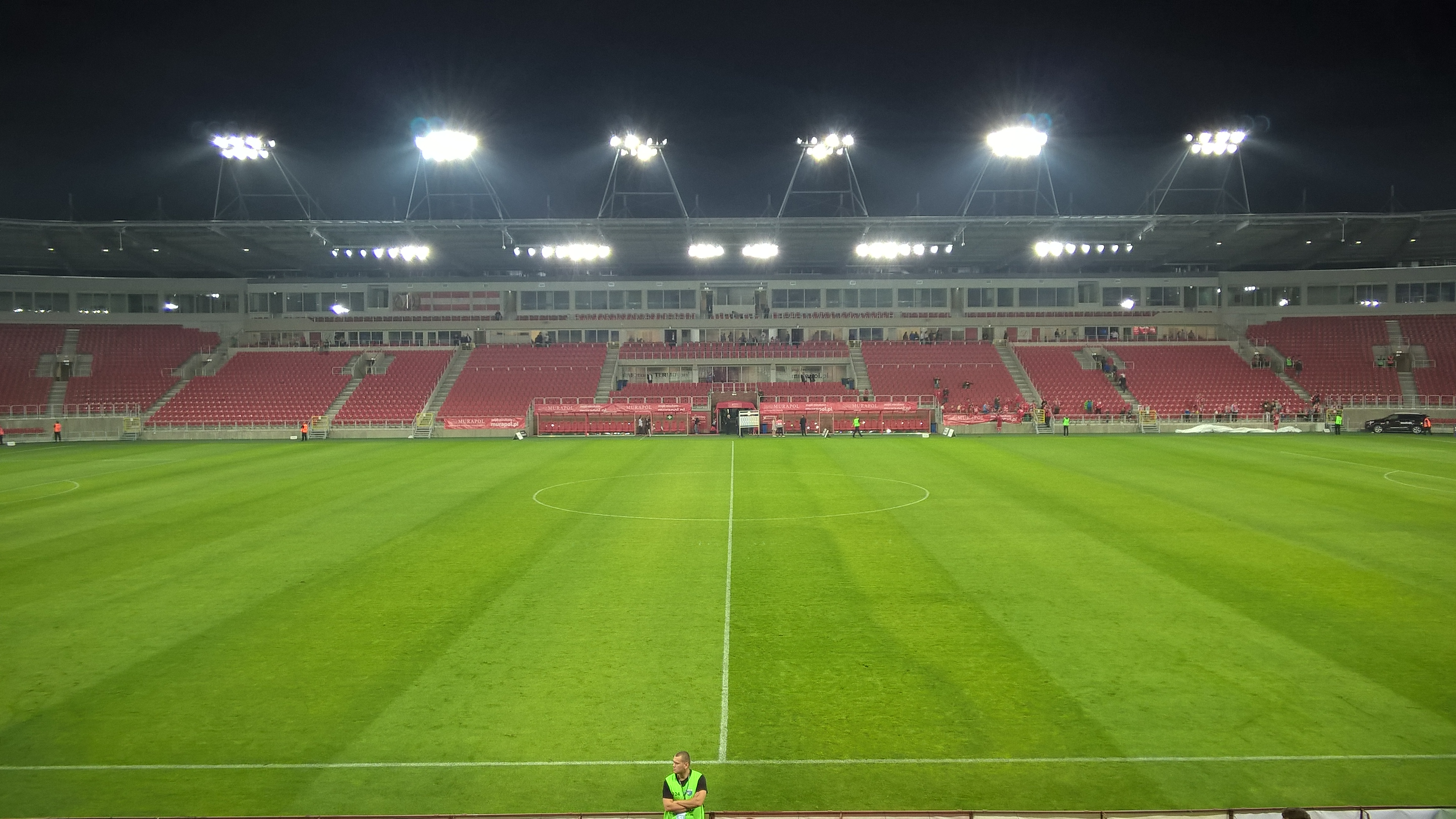
La tribune A du stade de Widzew Łódź